# 1 000 kilomètres de Suzuka 1997
Les 1 000 kilomètres de Suzuka 1997, disputées le 24 août 1997 sur le circuit de Suzuka, sont la septième manche du championnat FIA GT 1997.

## Course

### Classement de la course
Classement à l'issue de la course (vainqueurs de catégorie en gras), :
| Pos.   | Catégorie | N° | Écurie                                  | Pilotes                                                | Châssis                           | Pneus | Tours |
| Pos.   | Catégorie | N° | Écurie                                  | Pilotes                                                | Moteur                            | Pneus | Tours |
| ------ | --------- | -- | --------------------------------------- | ------------------------------------------------------ | --------------------------------- | ----- | ----- |
| 1      | GT1       | 10 | AMG-Mercedes                            | Marcel Tiemann Alessandro Nannini Bernd Schneider      | Mercedes-Benz CLK GTR             | B     | 171   |
| 1      | GT1       | 10 | AMG-Mercedes                            | Marcel Tiemann Alessandro Nannini Bernd Schneider      | Mercedes-Benz LS600 6.0L V12      | B     | 171   |
| 2      | GT1       | 12 | AMG-Mercedes                            | Klaus Ludwig Bernd Mayländer                           | Mercedes-Benz CLK GTR             | B     | 171   |
| 2      | GT1       | 12 | AMG-Mercedes                            | Klaus Ludwig Bernd Mayländer                           | Mercedes-Benz LS600 6.0L V12      | B     | 171   |
| 3      | GT1       | 3  | Gulf Team Davidoff GTC Racing           | Anders Olofsson Pierre-Henri Raphanel Jean-Marc Gounon | McLaren F1 GTR                    | M     | 171   |
| 3      | GT1       | 3  | Gulf Team Davidoff GTC Racing           | Anders Olofsson Pierre-Henri Raphanel Jean-Marc Gounon | BMW S70 6.0L V12                  | M     | 171   |
| 4      | GT1       | 8  | BMW Motorsport Schnitzer Motorsport     | JJ Lehto Steve Soper                                   | McLaren F1 GTR                    | M     | 171   |
| 4      | GT1       | 8  | BMW Motorsport Schnitzer Motorsport     | JJ Lehto Steve Soper                                   | BMW S70 6.0L V12                  | M     | 171   |
| 5      | GT1       | 6  | Porsche AG                              | Bob Wollek Thierry Boutsen Hans-Joachim Stuck          | Porsche 911 GT1 Evo               | M     | 169   |
| 5      | GT1       | 6  | Porsche AG                              | Bob Wollek Thierry Boutsen Hans-Joachim Stuck          | Porsche 3.2L Turbo Flat-6         | M     | 169   |
| 6      | GT1       | 1  | Gulf Team Davidoff GTC Racing           | Andrew Gilbert-Scott Geoff Lees John Nielsen           | McLaren F1 GTR                    | M     | 169   |
| 6      | GT1       | 1  | Gulf Team Davidoff GTC Racing           | Andrew Gilbert-Scott Geoff Lees John Nielsen           | BMW S70 6.0L V12                  | M     | 169   |
| 7      | GT1       | 11 | AMG-Mercedes                            | Bernd Schneider Alexander Wurz Aguri Suzuki            | Mercedes-Benz CLK GTR             | B     | 169   |
| 7      | GT1       | 11 | AMG-Mercedes                            | Bernd Schneider Alexander Wurz Aguri Suzuki            | Mercedes-Benz LS600 6.0L V12      | B     | 169   |
| 8      | GT1       | 9  | BMW Motorsport Schnitzer Motorsport     | Peter Kox Roberto Ravaglia                             | McLaren F1 GTR                    | M     | 169   |
| 8      | GT1       | 9  | BMW Motorsport Schnitzer Motorsport     | Peter Kox Roberto Ravaglia                             | BMW S70 6.0L V12                  | M     | 169   |
| 9      | GT1       | 44 | Team Lark McLaren                       | Keiichi Tsuchiya Masanori Sekiya Akihiko Nakaya        | McLaren F1 GTR                    | M     | 168   |
| 9      | GT1       | 44 | Team Lark McLaren                       | Keiichi Tsuchiya Masanori Sekiya Akihiko Nakaya        | BMW S70 6.0L V12                  | M     | 168   |
| 10     | GT1       | 7  | Porsche AG                              | Allan McNish Yannick Dalmas Pedro Lamy                 | Porsche 911 GT1 Evo               | M     | 164   |
| 10     | GT1       | 7  | Porsche AG                              | Allan McNish Yannick Dalmas Pedro Lamy                 | Porsche 3.2L Turbo Flat-6         | M     | 164   |
| 11     | GT1       | 17 | JB Racing                               | Mauro Baldi Emmanuel Collard Alain Ferté               | Porsche 911 GT1                   | M     | 164   |
| 11     | GT1       | 17 | JB Racing                               | Mauro Baldi Emmanuel Collard Alain Ferté               | Porsche 3.2L Turbo Flat-6         | M     | 164   |
| 12     | GT1       | 5  | David Price Racing                      | David Brabham Perry McCarthy Olivier Grouillard        | Panoz Esperante GTR-1             | G     | 154   |
| 12     | GT1       | 5  | David Price Racing                      | David Brabham Perry McCarthy Olivier Grouillard        | Ford (Roush) 6.0L V8              | G     | 154   |
| 13     | GT1       | 16 | Roock Racing                            | Ralf Kelleners Christophe Bouchut Carl Rosenblad       | Porsche 911 GT1                   | M     | 159   |
| 13     | GT1       | 16 | Roock Racing                            | Ralf Kelleners Christophe Bouchut Carl Rosenblad       | Porsche 3.2L Turbo Flat-6         | M     | 159   |
| 14     | GT2       | 51 | Viper Team Oreca                        | Olivier Beretta Philippe Gache                         | Chrysler Viper GTS-R              | M     | 156   |
| 14     | GT2       | 51 | Viper Team Oreca                        | Olivier Beretta Philippe Gache                         | Chrysler 8.0L V10                 | M     | 156   |
| 15     | GT2       | 57 | Roock Racing                            | Pedro Chaves Robert Nearn Hisashi Wada                 | Porsche 911 GT2                   | M     | 155   |
| 15     | GT2       | 57 | Roock Racing                            | Pedro Chaves Robert Nearn Hisashi Wada                 | Porsche 3.6L Turbo Flat-6         | M     | 155   |
| 16     | GT2       | 52 | Viper Team Oreca                        | Justin Bell Tommy Archer Hideshi Matsuda (en)          | Chrysler Viper GTS-R              | M     | 155   |
| 16     | GT2       | 52 | Viper Team Oreca                        | Justin Bell Tommy Archer Hideshi Matsuda (en)          | Chrysler 8.0L V10                 | M     | 155   |
| 17     | GT2       | 66 | Konrad Motorsport                       | Franz Konrad Wolfgang Kaufmann Seiichi Sodeyama        | Porsche 911 GT2                   | P     | 153   |
| 17     | GT2       | 66 | Konrad Motorsport                       | Franz Konrad Wolfgang Kaufmann Seiichi Sodeyama        | Porsche 3.6L Turbo Flat-6         | P     | 153   |
| 18     | GT2       | 56 | Roock Racing                            | Bruno Eichmann Ni Amorim Claudia Hürtgen               | Porsche 911 GT2                   | M     | 153   |
| 18     | GT2       | 56 | Roock Racing                            | Bruno Eichmann Ni Amorim Claudia Hürtgen               | Porsche 3.6L Turbo Flat-6         | M     | 153   |
| 19     | GT2       | 83 | Larbre Compétition                      | Patrice Goueslard Jean-Luc Chereau Jack Leconte        | Porsche 911 GT2                   | ?     | 148   |
| 19     | GT2       | 83 | Larbre Compétition                      | Patrice Goueslard Jean-Luc Chereau Jack Leconte        | Porsche 3.6L Turbo Flat-6         | ?     | 148   |
| 20     | GT2       | 55 | Augustin Motorsport                     | Ernst Gschwender Helmut Reis Wido Rössler              | Porsche 911 GT2                   | G     | 143   |
| 20     | GT2       | 55 | Augustin Motorsport                     | Ernst Gschwender Helmut Reis Wido Rössler              | Porsche 3.6L Turbo Flat-6         | G     | 143   |
| 21     | GT2       | 62 | Stadler Motorsport                      | Denis Lay Uwe Sick Franz Hunkeler                      | Porsche 911 GT2                   | P     | 145   |
| 21     | GT2       | 62 | Stadler Motorsport                      | Denis Lay Uwe Sick Franz Hunkeler                      | Porsche 3.6L Turbo Flat-6         | P     | 145   |
| 22     | GT2       | 58 | Estoril Racing Team                     | Michel Monteiro Manuel Monteiro Henri-Louis Maunoir    | Porsche 911 GT2                   | ?     | 140   |
| 22     | GT2       | 58 | Estoril Racing Team                     | Michel Monteiro Manuel Monteiro Henri-Louis Maunoir    | Porsche 3.6L Turbo Flat-6         | ?     | 140   |
| 23     | GT2       | 59 | Marcos Racing International             | Cor Euser Harald Becker Herman Buurman                 | Marcos LM600                      | D     | 138   |
| 23     | GT2       | 59 | Marcos Racing International             | Cor Euser Harald Becker Herman Buurman                 | Chevrolet 5.9L V8                 | D     | 138   |
| 24     | GT2       | 63 | Krauss Motorsport                       | Takashi Suzuki Sumio Sakurai Nigel Smith (en)          | Porsche 911 GT2                   | P     | 130   |
| 24     | GT2       | 63 | Krauss Motorsport                       | Takashi Suzuki Sumio Sakurai Nigel Smith (en)          | Porsche 3.6L Turbo Flat-6         | P     | 130   |
| 25     | GT2       | 53 | Chamberlain Engineering                 | Manabu Orido Naohiro Kawano Yukihiro Hane              | Chrysler Viper GTS-R              | G     | 84    |
| 25     | GT2       | 53 | Chamberlain Engineering                 | Manabu Orido Naohiro Kawano Yukihiro Hane              | Chrysler 8.0L V10                 | G     | 84    |
| 26 NC  | GT2       | 84 | NSX Dream 28 Competition                | Hajime Ooshiro Masayoshi Furuya Shigekazu Saeki        | Honda NSX                         | ?     | 45    |
| 26 NC  | GT2       | 84 | NSX Dream 28 Competition                | Hajime Ooshiro Masayoshi Furuya Shigekazu Saeki        | Honda 3.2L V6                     | ?     | 45    |
| 27 DNF | GT1       | 4  | David Price Racing                      | Andy Wallace James Weaver Butch Leitzinger             | Panoz Esperante GTR-1             | G     | 110   |
| 27 DNF | GT1       | 4  | David Price Racing                      | Andy Wallace James Weaver Butch Leitzinger             | Ford (Roush) 6.0L V8              | G     | 110   |
| 28 DNF | GT2       | 50 | Agusta Racing Team Elf Haberthur Racing | Luca Drudi Michel Ligonnet Masahiro Kimoto             | Porsche 911 GT2                   | ?     | 86    |
| 28 DNF | GT2       | 50 | Agusta Racing Team Elf Haberthur Racing | Luca Drudi Michel Ligonnet Masahiro Kimoto             | Porsche 3.6L Turbo Flat-6         | ?     | 86    |
| 29 DNF | GT1       | 46 | Team Menicon SARD                       | Masami Kageyama Tetsuya Tanaka                         | SARD MC8-R                        | D     | 71    |
| 29 DNF | GT1       | 46 | Team Menicon SARD                       | Masami Kageyama Tetsuya Tanaka                         | Toyota 1UZ-FE (en) 4.0L Turbo V8  | D     | 71    |
| 30 DNF | GT1       | 27 | Parabolica Motorsport                   | Gary Ayles (en) Chris Goodwin (en) Stefan Johansson    | McLaren F1 GTR                    | M     | 65    |
| 30 DNF | GT1       | 27 | Parabolica Motorsport                   | Gary Ayles (en) Chris Goodwin (en) Stefan Johansson    | BMW S70 6.0L V12                  | M     | 65    |
| 31 DNF | GT2       | 69 | Proton Competition                      | Gerold Ried Patrick Vuillaume Manfred Jurasz           | Porsche 911 GT2                   | P     | 59    |
| 31 DNF | GT2       | 69 | Proton Competition                      | Gerold Ried Patrick Vuillaume Manfred Jurasz           | Porsche 3.6L Turbo Flat-6         | P     | 59    |
| 32 DNF | GT1       | 20 | DAMS Panoz                              | Éric Bernard Franck Lagorce                            | Panoz Esperante GTR-1             | M     | 26    |
| 32 DNF | GT1       | 20 | DAMS Panoz                              | Éric Bernard Franck Lagorce                            | Ford (Roush) 6.0L V8              | M     | 26    |
| 33 DNF | GT1       | 25 | BBA Compétition                         | Jean-Luc Maury-Laribière Jun Harada Tomiko Yoshikawa   | McLaren F1 GTR                    | D     | 18    |
| 33 DNF | GT1       | 25 | BBA Compétition                         | Jean-Luc Maury-Laribière Jun Harada Tomiko Yoshikawa   | BMW S70 6.1L V12                  | D     | 18    |
| 34 DNF | GT1       | 15 | First Racing Project GT1 Lotus Racing   | Ratanakul Prutirat Fabien Giroix Jérôme Policand       | Lotus Elise GT1                   | P     | 15    |
| 34 DNF | GT1       | 15 | First Racing Project GT1 Lotus Racing   | Ratanakul Prutirat Fabien Giroix Jérôme Policand       | Chevrolet LT5 6.0L V8             | P     | 15    |
| 35 DNF | GT2       | 85 | Team Signal                             | Takeshi Yuasa Kiyoaki Hanai (en) Akio Tomita           | Nissan Silvia                     | ?     | 2     |
| 35 DNF | GT2       | 85 | Team Signal                             | Takeshi Yuasa Kiyoaki Hanai (en) Akio Tomita           | Nissan SR20DET (en) 2.0L Turbo I4 | ?     | 2     |
| 36 DNF | GT1       | 39 | IDC Ootsukakagu SARD                    | Tatsuya Tanigawa Yuji Tachikawa (en) Yasutaka Hinoi    | SARD MC8-R                        | Y     | 0     |
| 36 DNF | GT1       | 39 | IDC Ootsukakagu SARD                    | Tatsuya Tanigawa Yuji Tachikawa (en) Yasutaka Hinoi    | Toyota 1UZ-FE (en) 4.0L Turbo V8  | Y     | 0     |
| DNS    | GT1       | 2  | Gulf Team Davidoff GTC Racing           | John Nielsen Thomas Bscher                             | McLaren F1 GTR                    | M     | –     |
| DNS    | GT1       | 2  | Gulf Team Davidoff GTC Racing           | John Nielsen Thomas Bscher                             | BMW S70 6.0L V12                  | M     | –     |